# Huacaraje Airport
Huacaraje Airport är en flygplats i Bolivia.   Den ligger i departementet Beni, i den norra delen av landet, 600 km norr om huvudstaden Sucre. Huacaraje Airport ligger 153 meter över havet.
Terrängen runt Huacaraje Airport är mycket platt. Trakten runt Huacaraje Airport är nära nog obefolkad, med mindre än två invånare per kvadratkilometer.. Det finns inga samhällen i närheten.
Omgivningarna runt Huacaraje Airport är huvudsakligen savann.